# 1992 YY
1992 YY är en asteroid i huvudbältet som upptäcktes den 25 december 1992 av de båda japanska astronomerna Takeshi Urata och Akira Natori vid Nachi-Katsuura-observatoriet.
Asteroiden har en diameter på ungefär 11 kilometer.